# Spalerosophis
Spalerosophis es un género de serpientes de la familia Colubridae. Sus especies se distribuyen por una ancha franja que va desde el norte de África hasta el occidente de la India.

## Especies
Se reconocen las siguientes:
- Spalerosophis arenarius (Boulenger, 1890)
- Spalerosophis atriceps (Fischer, 1885)
- Spalerosophis diadema (Schlegel, 1837)
- Spalerosophis dolichospilus (Werner, 1923)
- Spalerosophis josephscorteccii Lanza, 1964
- Spalerosophis microlepis Jan, 1865